# 夫婦日記
『夫婦日記』（ふうふにっき）は、1973年4月7日から同年9月22日まで日本テレビ系列局が編成していた日本テレビ製作の単発テレビドラマ放送枠である。全14回（13回＋休止1回）。編成時間は毎週土曜 21:00 - 21:30 （日本標準時）。

## 概要
『夫婦百景』と『夫婦学校』に続く夫婦シリーズの第3弾。本枠も前2枠と同様に、様々な俳優や歌手が夫婦役を演じていた。
しかし、本枠はナイターオフの『夫婦学校』とは違ってナイターシーズン中に編成されていた。プロ野球ナイター中継（20:00 - 21:25）の影響で何度も中断したため、回数は極端に少なかった。加えて9月29日放送予定の最終作『妻のラブレター』は雨傘番組で、ナイター中継は予定通りに行われたため、最終回未放送のまま終了した。

## 放送作品一覧
| 回     | サブタイトル         | 主演                 |
| ------ | -------------------- | -------------------- |
| 1      | 春の子守唄           | 北島三郎、香山美子   |
| 2      | 特ダネ女房           | 三波伸介、由紀さおり |
| 3      | 当るも八卦           | 林隆三、和泉雅子     |
| 4      | 生まれる!?           | 大谷直子、原田大二郎 |
| 5      | 刑事さんつかまえて!  | 宍戸錠、大原麗子     |
| 6      | タコ焼き夫婦         | 橋幸夫、丘みつ子     |
| 7      | 夫婦喧嘩教えます     | 林美智子、浜畑賢吉   |
| 8      | この子はだーれ       | 坂本九、紀比呂子     |
| 9      | 女房はぼくの得意先   | 和田アキ子、黒沢年男 |
| 10     | あなたなぜ走るの?    | 石橋正次、沢田雅美   |
| 11     | 奥さまごめんなさい   | 関口宏、西田佐知子   |
| 12     | ダーリンは意地っ張り | 藤岡弘、島田陽子     |
| 13     | やっぱり別れる       | 田村亮、樫山文枝     |
| 未放送 | 妻のラブレター       | 山田太郎             |